# Стара Монья (Селтинський район)
Стара Мо́нья (рос. Старая Монья) — присілок у складі Селтинського району Удмуртії, Росія.

## Населення
Населення — 11 осіб (2010; 17 в 2002).
Національний склад станом на 2002 рік:
- удмурти — 88 %

## Урбаноніми[3]
- вулиці — Ставкова